# یوسی کویالا
یوسی کویالا (فنلاندی: Jussi Kujala؛ زادهٔ ۴ آوریل ۱۹۸۳) بازیکن فوتبال اهل فنلاند است.
از باشگاه‌هایی که در آن بازی کرده‌است می‌توان به باشگاه فوتبال کوپیون پالوسئورا، باشگاه فوتبال آژاکس آمستردام، باشگاه فوتبال ایلوس، باشگاه فوتبال تامپره یونایتد، باشگاه فوتبال دی گرافشاپ، و باشگاه فوتبال تورون پالوسئورا اشاره کرد.
وی همچنین در تیم‌های ملی فوتبال زیر ۲۱ سال فنلاند و فنلاند بازی کرده‌است.